# Jacob Saphir

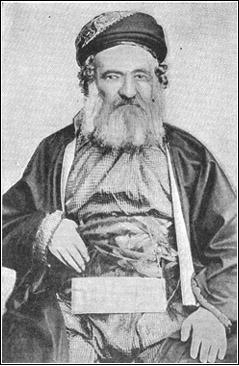
Jacob Saphir, Bildnis aus der Jewish Encyclopedia von 1906

Jacob Saphir (geb. 1822 in Aschmjany; gest. 1886 in Jerusalem; hebräisch יעקב הלוי ספיר, auch Yaakov Sapir) war ein Rabbiner (rabbinischer Abgesandter – Meshulach) und Reisender rumänischer Abstammung.

## Leben
In jungen Jahren ging er mit seinen Eltern nach Palästina, wo sie sich in Safed niederließen; nach ihrem Tod 1836 ging er nach Jerusalem. Im Jahr 1848 wurde er von der jüdischen Gemeinde der Stadt beauftragt, durch die südlichen Länder zu reisen um Almosen für die Armen von Jerusalem zu sammeln. 1854 unternahm er eine zweite Reise um Gelder für den Bau der Hurva-Synagoge im jüdischen Viertel von Jerusalem zu sammeln; die Reise führte ihn nach Jemen (1861), Britisch-Indien, Indonesien, Ägypten und Australien. Im Jemen gründete er mehrere jüdische Siedlungen.
Das Ergebnis dieser Reise gab er in seinem Werk Even Sapir (Iben Safir) wieder. Saphir veröffentlichte ebenso das Buch Iggeret Teman (Wilna 1868, bewusst benannt nach dem Brief Maimonides an die Juden im Jemen Jahrhunderte früher), ein Werk über das Auftauchen des angeblichen Messias Judah ben Shalom im Jemen, das schließlich auch für das Ende ben Shaloms Laufbahn verantwortlich war. Saphir starb im Jahr 1886 (nach anderen Quellen 1885 oder 1888) in Jerusalem.
Jacob Saphir war der erste jüdische Forscher, der die Bedeutsamkeit der Kairoer Geniza erkannte, sowie der erste der die Existenz der Midrasch ha-gadol (eine mittelalterliche Sammlung rabbinischer Texte) bekannt machte; beides wurde später in großem Umfang von Solomon Schechter untersucht.
Nach seinem Buch ist der Moschaw Even Sapir am Rand von Jerusalem benannt.